# Плугару, Эмилия
Эмилия Плугару (рум. Emilia Plugaru; род. 17 июня 1951, Четырены, Унгенский район) — молдавский поэт, драматург и прозаик.

## Биография
Эмилия Плугару родилась 17 июня 1951 года в селе Четырены Унгенского района Молдавской ССР, в семье Иона и Марии Чобану. С ранних лет увлеклась написанием рассказов и рисованием, в большей степени проявив себя в Четыренской средней школе, которую окончила в 1968 году. В метаниях между мечтой писать и быть художником выбирает последнее, поступив на факультет Архитектуры и Градостроения Кишиневского Политехнического института и позднее становится архитектором. Выходит замуж, воспитывает четверых детей и позже оставляет карьеру архитектора, посвящая себя детям. Тем не менее находит время на литературное творчество и в 1996 г. две её огромные детские мечты воссоединяются в литературном дебюте — в печать выходит книжка под названием «Я иду в первый класс» с детскими стихами и рисунками для раскрашивания. С тех пор из под её пера вышло множество детских литературных произведений, заслуживших награды на различных конкурсах и признанных культурным достоянием. В это же время осваивает гончарное искусство и в данный момент проявляет себя в керамике.

## Творчество
За эти годы написала множество литературных произведении для детей, некоторые из них были награждены Министерством культуры Республики Молдовы.
Наиболее известные:
- Стихи
  - Я иду в первый класс
  - Любопытный утёнок
  - Футболист Жикэ
  - Осень
  - Кот Ротофей
  - Муцунаке
  - Цвета страны
  - Старый Днестр
  - Поезд с внуками
  - Поросята
  - Заяц — великий художник
- сказки
  - Сны Тигрицы
  - Уши Ослёнка
  - Телескоп
  - Проклятое сокровище
  - Настоящий друг
  - Блэницэ Нягрэ
  - Крус, Хеп и золотая рыбка
- Пьесы
  - Лесная школа
  - Слонёнок добрался до радуги
  - Оборотни украли Луну
  - Домик кролика Урекюшэ Гри
  - Пришелец в лесу

## Критические заметки
Тексты и рисунки для раскрашивания из дебютной книжки «Я иду в первый класс» были оценены литературным критиком Михаем Чимпои следующим образом: Вдохновенные стихи госпожи Эмилии Плугару, адресованы самым маленьким, для того чтобы показать им, помочи
понять с помощью звуков и цветов на сколько красив и полон красок окружающий мир. Добавляйте один — два цвета и вы увидите, что настоящий мир красив, добр. Но он может быть ещё красивее и добрее.

## Литературные премии
- Национальный драматический конкурс 1999 — Поощрительная премия, пьеса «Слонёнок добрался до Радуги»
- Национальный драматический конкурс 2001 — третья премия, пьеса «Оборотни украли Луну»
- Национальный драматический конкурс 2002 — третья премия, пьеса «Лесная школа»